# Hectómetro

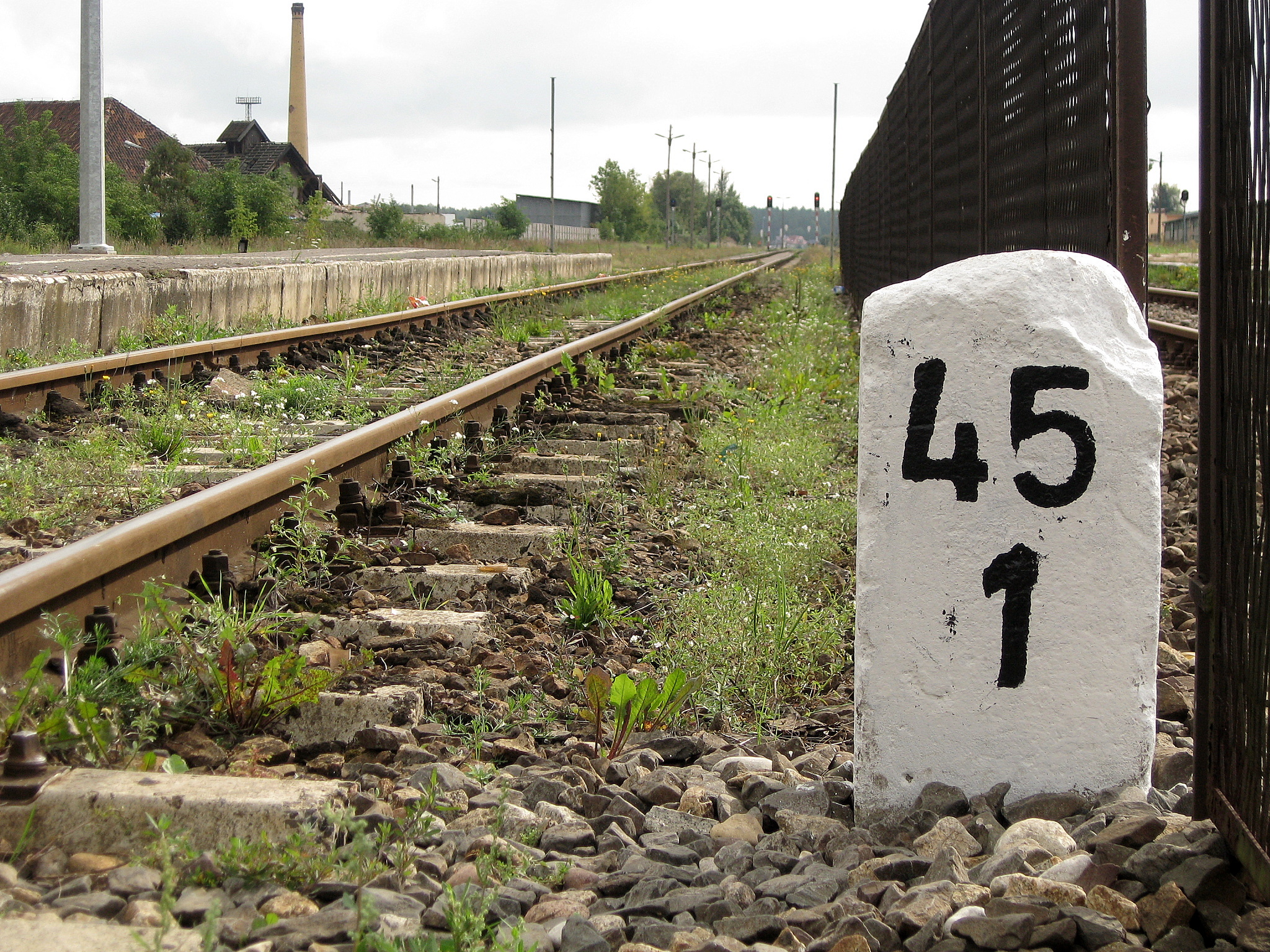
Imagen de Hectómetro.

El hectómetro, abreviado como hm,  es una unidad de longitud. Equivale a 100 metros. Hecto es el prefijo para 100 en el Sistema Internacional de Unidades.

## Equivalencias
- 100.000 mm
- 10.000 cm
- 1.000 dm
- 100 m
- 10 dam
- 1 hm ha0
- 0,1 km